# Епархия Кийинды-Митьяны
Епархия Кийинды–Митьяны (лат. Dioecesis Kiyindaensis-Mityanaensis) — епархия Римско-Католической Церкви с центром в городе Кийинда, Уганда. Епархия Кийинды–Митьяны входит в митрополию Кампалы. Кафедральным собором епархии Кийинды–Митьяны является церковь святых Угандийских мучеников в городе Кийинда.

## История
17 июля 1981 года Римский папа Иоанн Павел II издал буллу Ut populi Dei, которой учредил епархию Кийинды-Митьяны, выделив её из архиепархии Кампалы.

## Ординарии епархии
- епископ Эммануил Вамала (1981 — 1988);
- епископ Joseph Mukwaya (1988 — 2004);
- епископ Joseph Anthony Zziwa (2004 — по настоящее время).

## Источник
- Annuario Pontificio, Libreria Editrice Vaticana, Città del Vaticano, 2003, ISBN 88-209-7422-3
- Булла Ut populi Dei, AAS 73 (1981), стр. 689  (лат.)